# Гонсалес, Даниэла
Даниэ́ла Гонса́лес Виве́рос (исп. Daniela Gonzalez Viveros; 28 июля 2002, Хамунди, Колумбия) — колумбийская баскетболистка, выступающая на позиции тяжёлого форварда за клуб «Саут Алабама Джагуарз».

## Карьера
В 2019—2022 выступала за колумбийский клуб «Леонас». В феврале 2022 года присоединилась к американской команде «Саут Флорида Буллз». В сезоне 2022/2023 сыграла во всех 34 матчах сезона, став пятой в команде как по результативности, набирая в среднем 4,1 очка за игру, так и по количеству подборов — в среднем 3,3 подбора за матч. В сезоне 2023/2024 приняла участие в 32 матчах сезона, в ходе которого оформила первый в карьере дабл-дабл, набрав 13 очков и осуществив 11 подборов, в матче против «Талса Голден Харрикейн». В 2024 году пополнила ряды «Саут Алабама Джагуарз». В сезоне 2024/2025 сыграла в 30 матчах, во всех, кроме одного, выходила в стартовом составе. В среднем проводила на площадке чуть менее 33 минут. По итогам сезона стала лидером команды по подборам — 184. 

### В сборной
В 2016 году выступила на чемпионатах Южной Америки среди девушек до 15 лет, в рамках которого завоевала бронзовые награды. В 2017 году принимала участие в чемпионате Америки среди девушек до 16 лет и чемпионате Южной Америки среди девушек до 17 лет, в рамках которого завоевала серебряные награды. В 2018 году вызывалась в сборную на чемпионат мира среди девушек до 17 лет и чемпионат Америки среди девушек до 18 лет. В 2019 году приняла участие в чемпионате мира среди девушек до 19 лет.
В 2019 году дебютировала в национальной сборной Колумбии на чемпионате Америки. Принимала участие во всех последующих чемпионатах Америки (2021, 2023, 2025. Выступила на двух чемпионатах Южной Америки (2022, 2024), оба раза завоевав бронзовые награды первенства.

## Личная жизнь
Дочь Луиса Фернандо Гонсалеса Гонсалеса и Нерли Йинет Виверос Карабали. Есть младший брат Диего Фернандо Гонсалес Виверос. Любимый фильм — «Форсаж». Любимая спортсменка — Дайана Таурази.